# Coendou bicolor
Coendou bicolor är en däggdjursart som först beskrevs av Johann Jakob von Tschudi 1844.  Coendou bicolor ingår i släktet Coendou och familjen trädpiggsvin. IUCN kategoriserar arten globalt som livskraftig.
Inga underarter finns listade i Catalogue of Life. Wilson & Reeder (2005) skiljer mellan fyra underarter.
Arten når i genomsnitt en kroppslängd av 54,3 cm och en svanslängd av 48,1 cm. Liksom hos andra trädpiggsvin är ovansidan täckt av taggar. De är gula vid roten och svarta vid spetsen. Den mörka andelen är störst på ryggens centrum. Även svansen, som kan användas som gripverktyg, är på ovansidan täckt av taggar, förutom den 5 cm långa spetsen som bär hår. På undersidan förekommer ljus eller mörk brunaktig päls. Jämförd med det vanliga gripsvanspiggsvinet är arten mörkare. Det finns en ganska tydlig gräns mellan långa taggar på bålens främre del och korta taggar på bakre delen, inklusive stjärten.
Detta trädpiggsvin förekommer i nordvästra Sydamerika från Colombia till norra Bolivia. Arten når i Anderna 2500 meter över havet. Habitatet utgörs av olika slags skogar.
Individerna är aktiva på natten och de klättrar främst i växtligheten. Ensamma djur eller par vilar i trädens håligheter. De rör sig vanligen trögt men kan snabbt rulla ihop sig eller bita. Coendou bicolor äter blad, frukter och bark.